# Nargis (Frankrijk)
Nargis is een gemeente in het Franse departement Loiret (regio Centre-Val de Loire). De plaats maakt deel uit van het arrondissement Montargis. Nargis telde op 1 januari 2022 1.441 inwoners.

## Geografie
De oppervlakte van Nargis bedroeg op 1 januari 2022 22,27 vierkante kilometer; de bevolkingsdichtheid was toen 64,7 inwoners per km².

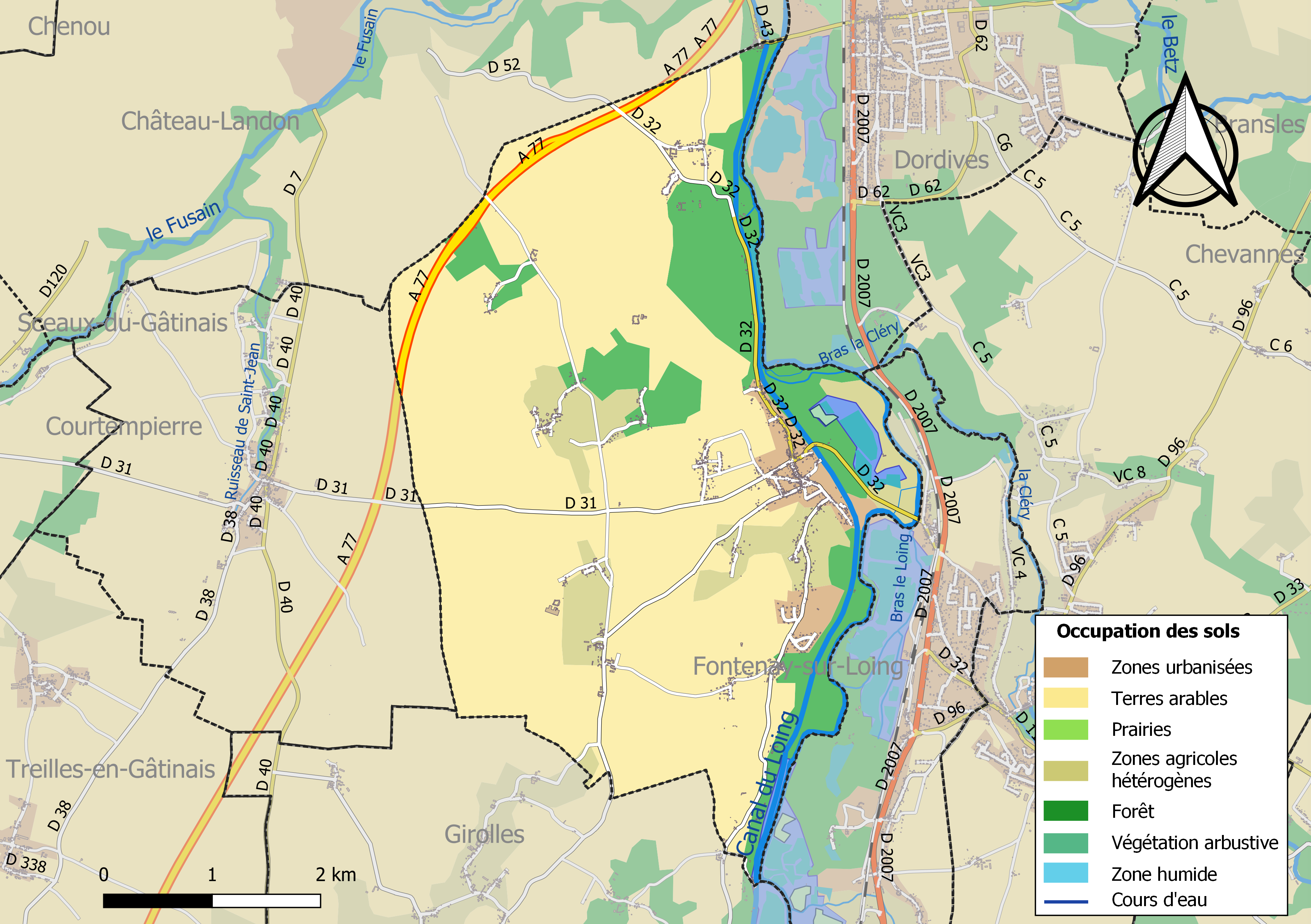
Kaart van de gemeente met de belangrijkste infrastructuur, bodemgebruik en omliggende gemeenten

## Demografie
Onderstaande figuur toont het verloop van het inwonertal (bron: INSEE-tellingen).